# Зепто-
Зепто (zepto) — дольная приставка в Международной системе единиц (СИ), означающая множитель 10−21. Употребляется вместе с метрическими и некоторыми другими единицами измерения. В качестве приставки СИ принята XIX  Генеральной конференцией по мерам и весам в 1991 году. Название происходит от французского sept или латинского septem, означающего семь, поскольку равна 1/10007.
- Русское обозначение: з
- Международное обозначение: z

Обозначение приставки ставится перед обозначением единицы измерения, например: зептосекунда — зс, zs.
Примеры:
- Заряд одного электрона составляет примерно 160 зептокулон.
- Один зептомоль вещества содержит приблизительно 602 молекулы.
- Самый маленький экспериментально наблюдавшийся промежуток времени на 2016 год составлял 850 зептосекунд[4].